# Concilio di Roma (680)
Il concilio di Roma fu tenuto il 27 marzo 680 nel monastero di San Martino, presso San Pietro, sotto la presidenza di papa Agatone.

## Il contesto storico
Il concilio romano del 680 fu occasionato dal prolungarsi della crisi monotelita, che ancora nella seconda metà del VII secolo divideva la cristianità. Già nel concilio lateranense del 649, papa Martino I e i 105 padri sinodali si espressero a favore di una netta condanna dell'eresia monotelita. Il papa pagò con la prigione e l'esilio la sua presa di posizione, in opposizione a quella ufficiale adottata dall'imperatore bizantino Costante II.
La situazione mutò con l'avvento al trono di Costantino IV Pogonato nel 668. Questi, desideroso di ristabilire la pace religiosa nell'impero, inviò a papa Dono, nell'agosto 678, una lettera con la quale sollecitava l'invio a Costantinopoli di una delegazione di vescovi, prelati e monaci occidentali per discutere della questione monotelica ed arrivare a sanare la frattura interna alla Chiesa cristiana. La lettera giunse a Roma quando Dono era già morto e gli era succeduto papa Agatone. Il nuovo pontefice non rispose subito all'invito di Costantino IV, nell'intento di raccogliere il maggior consenso possibile fra le Chiese dell'Occidente nella lotta contro l'eresia monotelica.
In questo contesto, papa Agatone convocò a Roma una grande assemblea di vescovi occidentali, per lo più della penisola italiana e della Sicilia, ma con rappresentanti delle Chiese della Gallia e della Britannia. Un altro concilio fu celebrato a Hatfield, nel Sussex, su invito del papa, allo scopo di raccogliere il consenso della Chiesa inglese sulla condanna del monotelismo.

## Il concilio
Secondo la Vita Wilfridi I episcopi Eboracensis di Stefano di Ripon, il concilio romano si celebrò il 27 marzo 680. Gli atti del concilio sono andati perduti; tuttavia si conservano due importanti documenti, che furono portati a Costantinopoli dai legati papali e vennero annessi agli atti del concilio ecumenico del 680/681.
Il primo documento è la lettera personale che il papa scrisse all'imperatore, nella quale Agatone, attraverso un lungo discorso teologico, con fondamenti tratti dalle Sacre Scritture, dai Padri della Chiesa e dalla tradizione apostolica, esprime la fede della Chiesa di Roma nella duplice volontà e nella duplice operatività in Cristo, rispettivamente contro il monotelismo e il monoenergismo affermato dagli eretici. Secondo Karl Josef von Hefele, sono tre i punti di questa lettera degni di attenzione:
- la sicurezza e la chiarezza con le quali Agatone espone la dottrina duofisita;
- la fermezza con la quale il pontefice ricorda e proclama l'infallibilità della Chiesa romana;[6]
- l'insistenza nel ripetere che tutti i suoi predecessori hanno sempre sostenuto la retta dottrina.

Il secondo documento è la lettera sinodale firmata dal papa e da tutti i 125 vescovi presenti al concilio. In questo testo i padri conciliari esprimono la fede cattolica attraverso un simbolo che ripete in sintesi la dottrina delle due volontà e delle due operatività in Cristo già ricordata da papa Agatone e già affermata dalle Chiese d'Occidente nel concilio tenuto a Roma nel 649 sotto papa Martino I.
Questi due testi furono portati a Costantinopoli da una delegazione composta da tre gruppi eterogenei. Come delegati della Chiesa romana, c'erano i preti Teodoro e Giorgio, il diacono Giovanni (futuro papa Giovanni V) e il suddiacono Costantino (futuro papa Costantino). In qualità di delegati delle Chiese d'Occidente, c'erano i vescovi Giovanni di Reggio in Calabria, Abbondanzio di Tempsa, e Giovanni di Porto. Il terzo gruppo era costituito dai rappresentanti dei monasteri greci di Roma, richiesti dall'imperatore nella lettera del 678.
L'inserimento della lettera sinodale tra gli atti del terzo concilio di Costantinopoli, iniziato il 7 novembre 680, ha provocato un equivoco, in quanto ha indotto in passato molti storici ad inserire i firmatari della lettera sinodale fra i partecipanti del concilio ecumenico. In realtà a questo concilio furono presenti solo tre vescovi occidentali, ossia i tre delegati inviati nella capitale imperiale da papa Agatone.

## I partecipanti
Oltre a papa Agatone, al concilio presero parte 125 vescovi, provenienti quasi tutti dall'Italia e con rappresentanti delle Chiese della Gallia e della Britannia. Il seguente elenco è quello riportato da Mansi nella sua Sacrorum conciliorum nova et amplissima collectio, che riproduce nell'ordine le firme dei segnatari della lettera sinodale:
- Andrea di Ostia
- Agnello di Terracina
- Agnello di Fondi
- Adeodato di Formia
- Pietro di Cuma
- Agnello di Miseno
- Gaudioso di Pozzuoli
- Stefano di Locri
- Agnello di Napoli
- Aurelio di Nola
- Barbato di Benevento
- Decoroso di Capua
- Giuliano di Cosenza
- Giovanni di Otranto
- Germano di Taranto
- Teofane di Thurio
- Pietro di Crotone
- Paolo di Squillace
- Giorgio di Tauriana
- Teodoro di Tropea
- Abbondanzio di Tempsa
- Giacinto di Sorrento
- Placenzio (o Placentino) di Velletri
- Giovenale di Albano
- Vito di Selva Candida
- Paolo di Nomento
- Giovanni di Porto
- Stefano di Palestrina
- Felice di Spoleto
- Onesto (o Onorato) di Jesi
- Felice di Camerino
- Floro di Foligno
- Decenzio di Foro Flaminio
- Giovanni di Norcia
- Felice di Ascoli
- Adriano di Rieti
- Floro di Forconio
- Clarenzio di Bagnoregio[11]
- Oreste (o Crescente) di Vibona[12]
- Teodosio di Siracusa
- Benedetto di Messina
- Giovanni di Termini
- Giovanni ecclesiae Mylanae[13]
- Pietro di Taormina
- Giuliano di Catania
- Giorgio di Triocala
- Giorgio di Agrigento
- Adeodato di Toul
- Vilfrido di York
- Maurizio di Tivoli
- Felice di Arles
- Taurino, diacono della diocesi di Tolone
- Mansueto di Milano
- Giovanni di Bergamo
- Donato di Lodi
- Anastasio di Pavia
- Valentino di Acqui
- Desiderio di Cremona
- Graziano di Novara
- Desiderio di Ivrea
- Giovanni di Genova
- Deusdedit di Brescia
- Audace di Tortona
- Benenato di Asti
- Benedetto di Vado
- Bono di Albenga
- Teodoro di Vercelli
- Rustico di Torino
- Giovanni di Ventimiglia
- Severo di Luni
- Eleuterio di Lucca
- Mauriano di Pisa
- Sereno di Populonia
- Reparato di Firenze
- Valeriano di Roselle
- Cipriano di Arezzo
- Vitaliano di Siena
- Marciano di Volterra
- Maurizio di Sovana
- Agnello di Bolsena
- Teodoro di Chiusi
- Custodito di Castro[14]
- Vitaliano di Tuscania[15]
- Maurizio di Anagni
- Saturnino di Alatri
- Valeriano di Sora
- Gaudioso di Segni
- Agatone di Aquileia
- Ciriaco di Pola
- Aureliano di Parenzo
- Ursino di Ceneda (o Cissa)[16]
- Andrea di Celaia[17]
- Gaudenzio di Trieste
- Bennato di Eraclea[18]
- Ursiniano di Pedena
- Paolo di Altino
- Paolo di Rimini
- Beato di Pesaro
- Domenico di Fano
- Adriano di Numana
- Giovanni di Osimo
- Giovanni di Ancona
- Bennato (o Benedetto) di Perugia
- Bonifacio di Todi
- Esilarato di Monterano
- Amatore di Blera
- Grazioso di Sutri
- Teodoro di Nepi
- Giovanni di Faleri
- Teodoro di Amelia
- Barbaziano di Bomarzo
- Deusdedit di Narni
- Teodoro di Ravenna
- Stefano di Sarsina
- Barbato di Forum Cornelii
- Vittore di Bologna
- Floro di Cesena
- Vitale di Faenza
- Giustino di Voghenza
- Vincenzo di Forlì
- Placenzio di Piacenza
- Maurizio di Reggio
- Pietro di Modena
- Grazioso di Parma
- Magno di Forum Popili